# 南部ロシア政府
南部ロシア政府は、1920年4月から同年11月にかけてウクライナに存在した国家。セヴァストポリを首都としていた。首相はクリヴォシェイン・アレクサンダー・ヴァシリエヴィチであった。
1920年8月10日、フランス共和国に承認された。